# Плавання на літніх Олімпійських іграх 2020 — 400 метрів вільним стилем (жінки)
Змагання з плавання на 400 метрів вільним стилем серед жінок на літніх Олімпійських іграх 2020 відбулися 25 — 26 липня 2021 року в Олімпійському центрі водних видів спорту. Це була двадцять третя поспіль поява цієї дисципліни на Олімпійських іграх. Її проводили на кожній Олімпіаді, починаючи з 1924 року.

## Рекорди
Перед цими змаганнями чинні світовий і олімпійський рекорди були такими:
| Світовий рекорд     | Кейті Ледекі (USA) | 3:56.46 | Ріо-де-Жанейро, Бразилія | 7 серпня 2016 | [ 2 ] [ 3 ] |
| Олімпійський рекорд | Кейті Ледекі (USA) | 3:56.46 | Ріо-де-Жанейро, Бразилія | 7 серпня 2016 | [ 2 ] [ 3 ] |

## Кваліфікація
Олімпійський кваліфікаційний норматив для цієї дисципліни становить 4 хвилини 7,90 секунди. За цим нормативом від кожного Національного олімпійського комітету (NOC) можуть автоматично кваліфікуватися щонайбільше дві плавчині, виконавши його на затверджених кваліфікаційних змаганнях. Норматив олімпійського відбору становить 4 хвилини 15,34 секунди. За цим нормативом від кожного НОК може кваліфікуватися щонайбільше одна плавчиня, що посідає досить високе місце у світовому рейтингу, поки не буде вичерпано квоту для всіх плавальних дисциплін. НОК, що ще не має плавчині в жодній дисципліні, може скористатися зі свого права на універсальну квоту.

## Формат змагань
Змагання складаються з двох раундів: попередні запливи та фінал. Плавчині, що показали 8 найкращих результатів у попередніх запливах, виходять до фіналу. У тому разі, коли на останнє місце потрапляння до фіналу претендують дві чи більше плавчині з однаковим часом, передбачено перепливання.

## Розклад
Змагання тривають два дні, кожен раунд наступного дня.
Вказано японський стандартний час (UTC + 9)
| Дата     | Час   | Раунд             |
| -------- | ----- | ----------------- |
| 25 липня | 20:06 | Попередні запливи |
| 26 липня | 11:20 | Фінал             |

## Результати

### Попередні запливи
Плавчині, що показали 8 найкращих результатів незалежно від запливу, виходять до фіналу.
| Місце | Заплив | Доріжка | Плавчиня               | Країна                                | Час     | Примітки |
| ----- | ------ | ------- | ---------------------- | ------------------------------------- | ------- | -------- |
| 1     | 3      | 4       | Кейті Ледекі           | США (USA)                             | 4:00.45 | Q        |
| 2     | 3      | 5       | Лі Бінцзє              | Китай (CHN)                           | 4:01.57 | Q, AS    |
| 3     | 4      | 4       | Аріарн Тітмус          | Австралія (AUS)                       | 4:01.66 | Q        |
| 4     | 4      | 8       | Еріка Фейрветер        | Нова Зеландія (NZL)                   | 4:02.28 | Q        |
| 5     | 3      | 6       | Саммер Макінтош        | Канада (CAN)                          | 4:02.72 | Q        |
| 6     | 3      | 2       | Ізабель Марі Ґозе      | Німеччина (GER)                       | 4:03.21 | Q        |
| 7     | 4      | 6       | Пейдж Мадден           | США (USA)                             | 4:03.98 | Q        |
| 8     | 4      | 2       | Тан Мухань             | Китай (CHN)                           | 4:04.07 | Q        |
| 9     | 4      | 3       | Темзін Кук             | Австралія (AUS)                       | 4:04.80 |          |
| 10    | 4      | 5       | Айна Кешей             | Угорщина (HUN)                        | 4:05.34 |          |
| 11    | 4      | 1       | Вака Коборі            | Японія (JPN)                          | 4:05.57 |          |
| 12    | 2      | 3       | Юлія Гасслер           | Ліхтенштейн (LIE)                     | 4:06.98 |          |
| 13    | 2      | 5       | Джоанна Еванс          | Багамські Острови (BAH)               | 4:07.50 |          |
| 14    | 3      | 7       | Анастасія Кирпичникова | Олімпійський комітет Росії (ROC)      | 4:08.01 |          |
| 15    | 3      | 3       | Єгорова Анна Дмитрівна | Олімпійський комітет Росії (ROC)      | 4:08.24 |          |
| 16    | 3      | 8       | Беріл Бьоджеклер       | Туреччина (TUR)                       | 4:08.27 |          |
| 17    | 2      | 6       | Марлене Калер          | Австрія (AUT)                         | 4:08.37 |          |
| 18    | 4      | 7       | Леоні Кульманн         | Німеччина (GER)                       | 4:10.25 |          |
| 19    | 2      | 4       | Мерве Тунджель         | Туреччина (TUR)                       | 4:11.06 |          |
| 20    | 3      | 1       | Мію Намба              | Японія (JPN)                          | 4:13.49 |          |
| 21    | 2      | 2       | Хан Та Кьон            | Південна Корея (KOR)                  | 4:16.49 |          |
| 22    | 2      | 7       | Саша Гатт              | Мальта (MLT)                          | 4:19.75 |          |
| 23    | 2      | 1       | Тіана Рабаріджаона     | Мадагаскар (MAD)                      | 4:28.41 |          |
| 24    | 1      | 4       | Еда Зекірі             | Косово (KOS)                          | 4:38.02 |          |
| 25    | 1      | 5       | Таліта Те Флан         | Кот-д'Івуар (CIV)                     | 4:38.92 |          |
| 26    | 1      | 3       | Наталія Куйперс        | Американські Віргінські Острови (ISV) | 4:39.42 |          |

### Фінал
| Місце | Доріжка | Ім'я              | Країна              | Час     | Примітки |
| ----- | ------- | ----------------- | ------------------- | ------- | -------- |
| 1     | 3       | Аріарн Тітмус     | Австралія (AUS)     | 3:56.69 | OC       |
| 2     | 4       | Кейті Ледекі      | США (USA)           | 3:57.36 |          |
| 3     | 5       | Лі Бінцзє         | Китай (CHN)         | 4:01.08 | AS       |
| 4     | 2       | Саммер Макінтош   | Канада (CAN)        | 4:02.42 | NR       |
| 5     | 8       | Тан Мухань        | Китай (CHN)         | 4:04.10 |          |
| 6     | 6       | Ізабель Марі Ґозе | Німеччина (GER)     | 4:04.98 |          |
| 7     | 7       | Пейдж Мадден      | США (USA)           | 4:06.81 |          |
| 8     | 1       | Еріка Фейрветер   | Нова Зеландія (NZL) | 4:08.01 |          |